# 김민철 (1992년)
김민철(한국 한자: 金珉徹, 1992년 10월 1일 ~ )은 대한민국의 전 축구 선수이며, 포지션은 미드필더였다.